# Col de Jau
Pour la station de sports d'hiver, voir Col de Jau (centre de sports d'hiver).
Le col de Jau est un col de l'Est des Pyrénées, entre le pic de Madrès et le pic Dourmidou. Le col relie les départements français de l'Aude (commune de Counozouls) et des Pyrénées-Orientales (commune de Mosset) et les régions naturelles et historiques du Fenouillèdes puis du Pays de Sault et du Conflent.

## Toponymie
Le nom dérive de Janus, dieu romain des cols et des portes[réf. nécessaire].

## Géographie

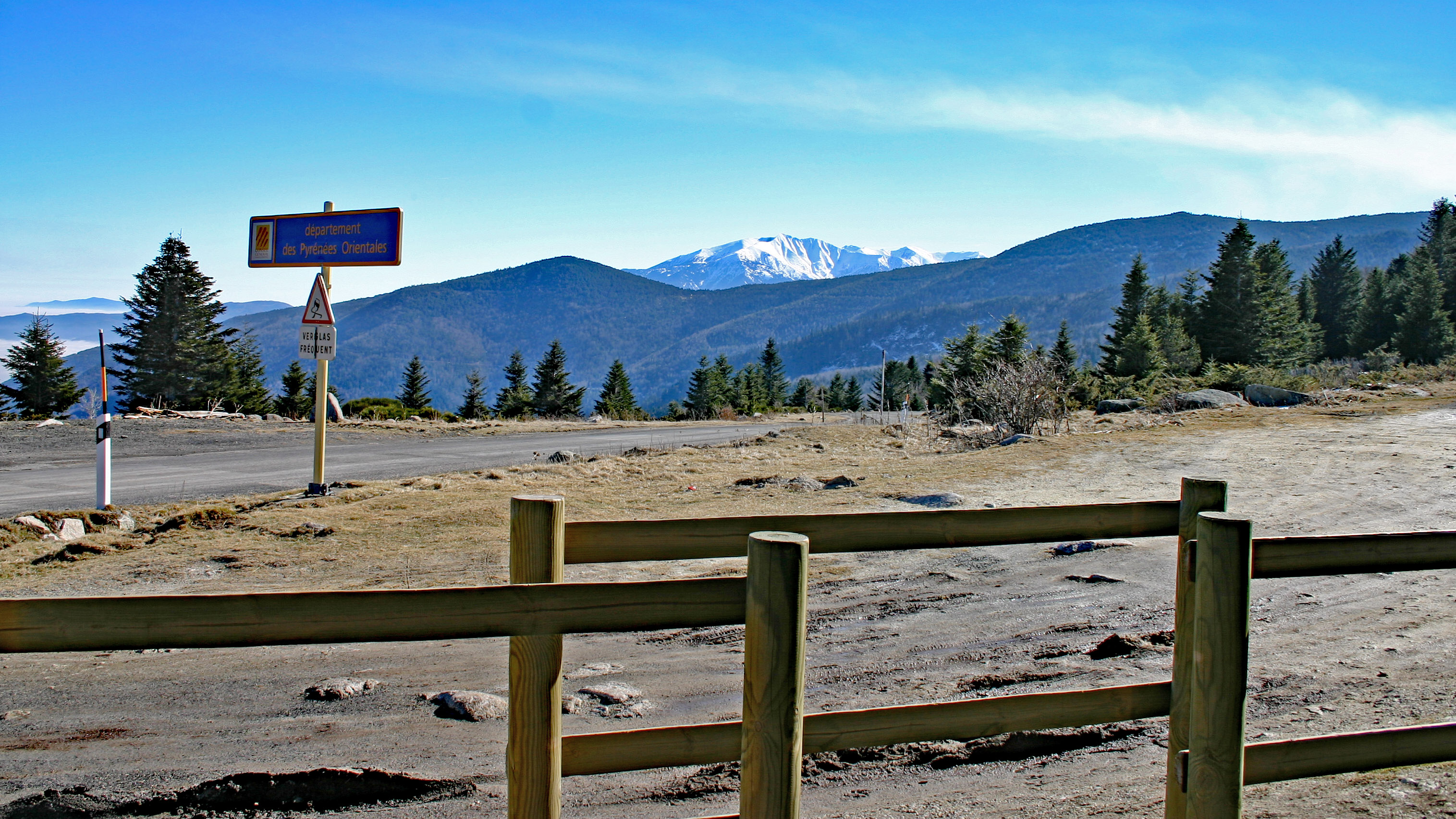
Vue au col avec au loin le Canigou.

Le col est desservi par la RD 84 dans l'Aude et la RD 14 dans les Pyrénées-Orientales.
Le versant nord, dans l'Aude, est couvert par une vaste forêt particulièrement arrosée et tempérée. Le contraste climatique est fort au passage du col, ce qui peut provoquer d'importantes et violentes intempéries, notamment en hiver par effet de retour d'est entre la Méditerranée et le Roussillon conjugué à l'élévation nuageuse sur le massif de Madrès-Coronat dont le col constitue le passage inférieur. L'historien Bernard Alart écrivait déjà en 1857, à propos du col de Jau, ce passage difficile « si souvent perdu dans les tourbillons de neige ; cette porte du mauvais temps ».
Le versant sud, que la Castellane rejoint après avoir pris sa source sur le flanc Est du pic de Madrès, est sous une nette influence méditerranéenne. L'arboriculture (pêche, cerise, abricot...) s'est développée en contrebas du col vers les villages avec l'eau d'irrigation gravitaire venue du massif environnant le col.

## Histoire

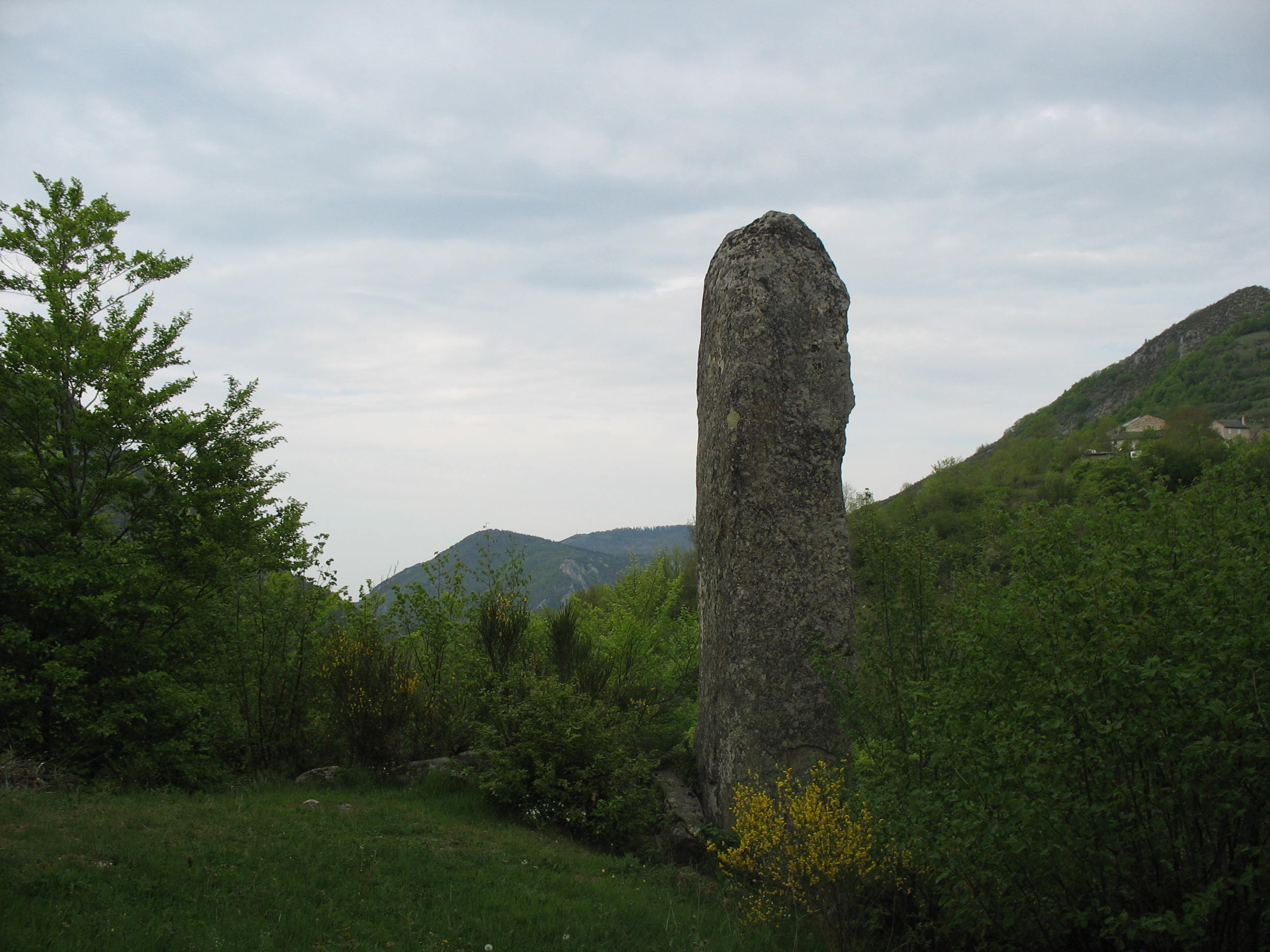
Grand menhir de Counozouls près du col.

À proximité du col se trouvent les ruines de l'abbaye cistercienne de Sainte-Marie de Jau fondée en 1162 et la chapelle Notre-Dame de Corbiac fondée dès 1062.
Le château de Jau situé à Cases-de-Pène fait référence à l'abbaye qui le possédait au Moyen Âge.
Avant que le Roussillon, le Conflent et la Cerdagne ne deviennent français par le traité des Pyrénées en 1659, le col était frontalier avec l'Espagne.

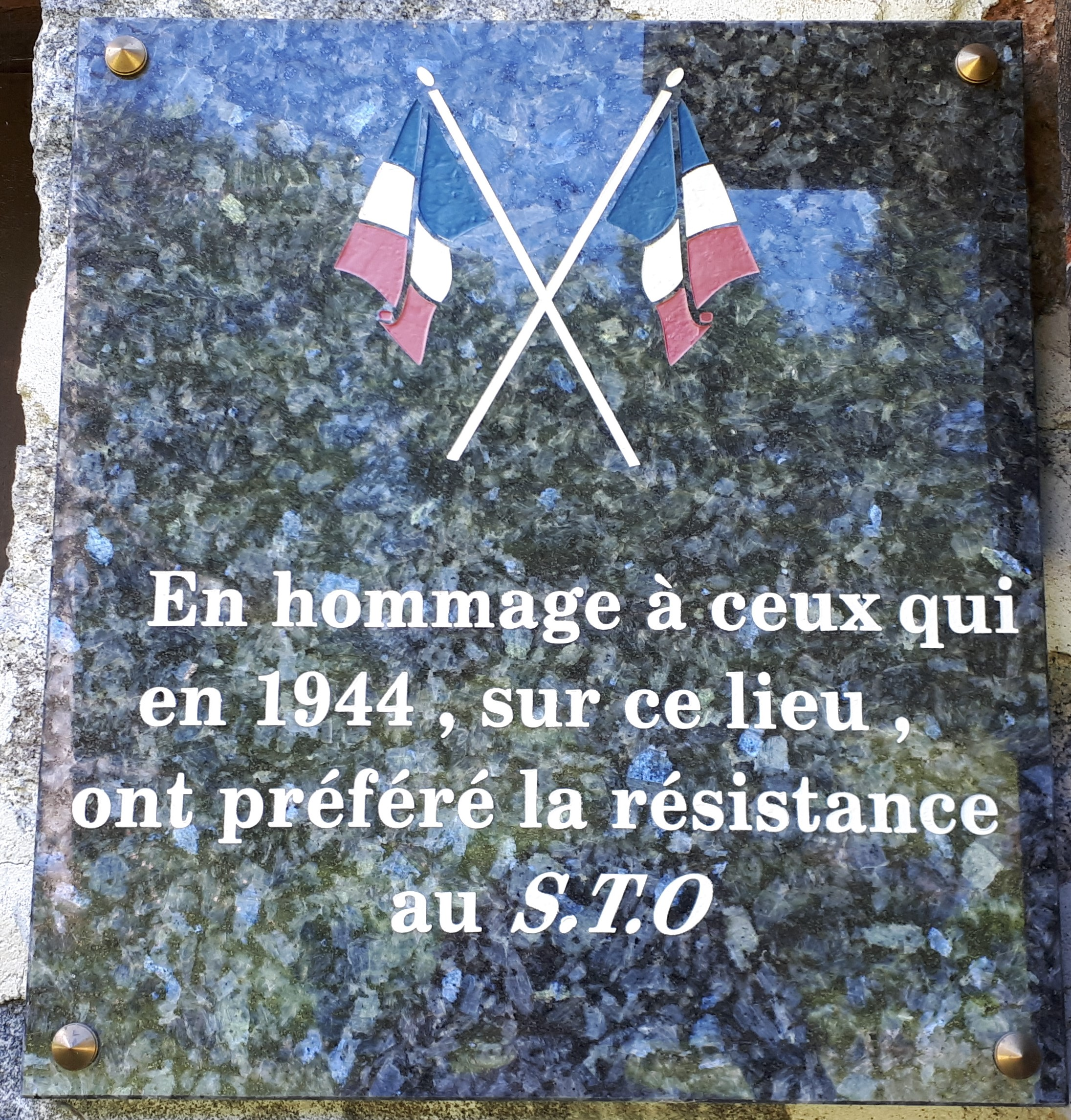
Plaque commémorative aux résistants, refuge Callau.

Plusieurs groupes de maquisards se constituent autour du col dès 1943. Nommé chef de l'armée secrète des Pyrénées-Orientales, Dominique Cayrol joue un rôle de coordination sur ce maquis.
Lors d'une mission d'observation pour le Centre national d'entraînement commando le 29 juin 1968, un Cessna L-19-E de l’Aviation légère de l'Armée de terre opère une passe à basse altitude au col de Jau pour larguer un message, puis remonte et vire brutalement à gauche et s'écrase dans une forêt de sapins. Ses deux occupants, le maréchal des logis Gérard Galland, pilote, et le sergent-chef Georges Terrien, membres du CNEC, sont tués. Une stèle a été érigée en leur mémoire près du col à l'entrée d'un chemin légèrement en retrait de la route sur la droite en venant de la haute vallée de l'Aude.
La station de sports d'hiver du col de Jau, désormais abandonnée, fut qualifiée de plus petite station de sports d'hiver du monde.

## Activités

### Protection environnementale
Le versant sud du col, dans les Pyrénées-Orientales, est situé dans le parc naturel régional des Pyrénées catalanes et dans le site Natura 2000 du massif de Madrès-Coronat.

### Randonnée
Le col constitue un point de départ facile et fréquenté notamment vers le pic de Madrès (2 469 m), avec un itinéraire possible en boucle. Il existe plusieurs refuges et cabanes dans le secteur proche.

### Cyclisme

#### Tour de France
| Année | Étape | Catégorie | 1er au sommet    |
| ----- | ----- | --------- | ---------------- |
| 2001  | 12e   | 1         | Laurent Roux     |
| 1993  | 15e   | 1         | Richard Virenque |
| 1976  | 12e   | 2         | Raymond Delisle  |

#### Route d'Occitanie
Cette ascension, classée en 1re catégorie, fut effectuée lors de la 3e étape du Route d'Occitanie 2022.